# Cueva del Rayo
La grotte de la Foudre (en espagnol, cueva del Rayo) est un site préhistorique situé dans la commune de Puerto Lumbreras, dans la région de Murcie, en Espagne,. Elle a été classée Bien d'intérêt culturel en 2019 et fait partie du parc culturel de la rivière Martín.

## Situation
La grotte de la Foudre est située dans le secteur central de la Sierra de Enmedio (es), sur les hauteurs d'un relief qui possède des pentes abruptes sur tous ses versants. La zone présente un grand intérêt archéologique car elle a connu une occupation intense dès la Préhistoire. Elle abrite notamment un site de la culture d'El Argar (le site archéologique de Cañada de Alba), d'où provient une dalle de pierre trouvée dans une tombe de la ville argarique de Los Cipreses, à plus de 10 km de distance.

## Description

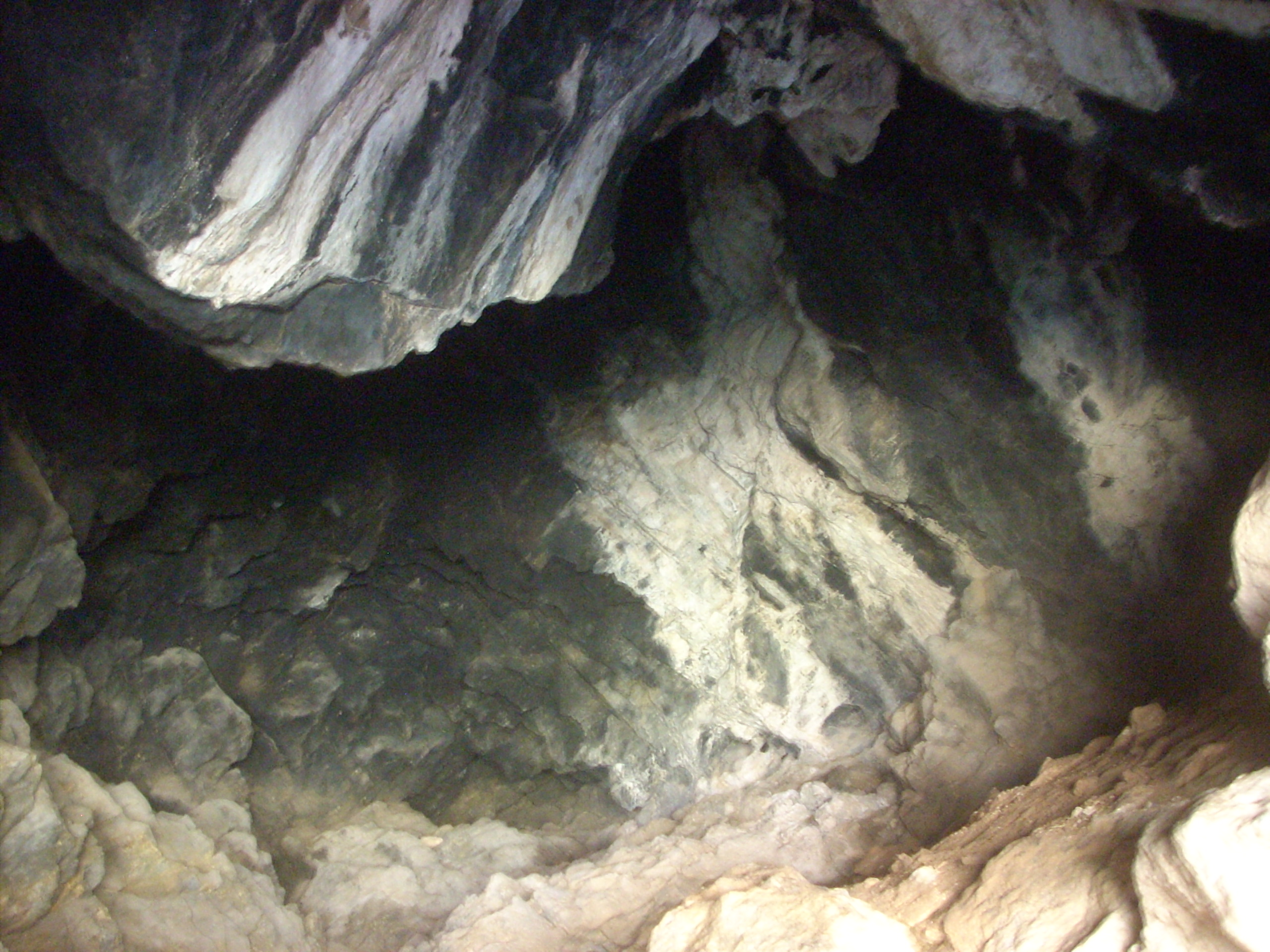
Intérieur de la grotte

La grotte de la Foudre est une cavité karstique, avec une entrée orientée vers le nord-ouest qui donne accès à un espace de 6 m de profondeur. À partir de là, la cavité se rétrécit, s'élevant progressivement d'environ 2 m, pour une profondeur totale de 14 m.

## Vestiges
La grotte n'a été fouillée que sur une faible profondeur. On y a trouvé des outils lithiques, notamment un microburin, un grattoir, un fragment de lame en silex et de nombreux restes de taille de silex. Il convient de souligner aussi la présence d'une coquille de gastéropode marin, alors que le littoral actuel est situé à plus de 21 km de la grotte.
Les vestiges trouvés à l'intérieur de la grotte s'échelonnent du Mésolithique au Néolithique ancien (d'environ 9000 à 4000 av. J.-C.).